# Stuorrajävri
Stuorrajävri är en sjö i Finland. Den ligger i kommunen Utsjoki i landskapet Lappland, i den norra delen av landet, 1 100 km norr om huvudstaden Helsingfors. Stuorrajävri ligger 260,5 meter över havet. Omgivningarna runt Stuorrajävri är i huvudsak ett öppet busklandskap. Arean är 14,6 hektar och strandlinjen är 2,15 kilometer lång. Sjön  ingår i Tana älvs huvudavrinningsområde. 